# Mangalagiri
Mangalagiri es una ciudad y  municipio situada en el distrito de Guntur en el estado de Andhra Pradesh (India). Su población es de 107197 habitantes (2011). Se encuentra a 23 km de Guntur y a 13 km de Vijayawada. 

## Demografía
Según el censo de 2011 la población de Mangalagiri era de 107197 habitantes, de los cuales 53301 eran hombres y 53896 eran mujeres. Mangalagiri tiene una tasa media de alfabetización del 76,16%, superior a la media estatal del 67,02%. 